# 1521
Évszázadok: 15. század – 16. század – 17. század
Évtizedek: 1470-es évek – 1480-as évek – 1490-es évek – 1500-as évek – 1510-es évek – 1520-as évek – 1530-as évek – 1540-es évek – 1550-es évek – 1560-as évek – 1570-es évek
Évek: 1516 – 1517 – 1518 – 1519 –  1520 – 1521 – 1522 – 1523 – 1524 – 1525 – 1526

## Események

### Határozott dátumú események
- január 3. – Luther Mártont egyházi átkokkal sújtják.[1]
- január 27. – V. Károly német-római császár megnyitja a wormsi birodalmi gyűlést.[2]
- április 17–18. – Luther Márton a wormsi birodalmi gyűlésen – V. Károly császár előtti két kihallgatás után is – megtagadja tanainak visszavonását.[1][3]
- április 28. – V. Károly német-római császár Ferdinánd öccsére bízza a Habsburgok örökös tartományainak – Alsó- és Felső-Ausztria, Stájerország, Karintia és Krajna – igazgatását.[4]
- május 4. – Bölcs Frigyes szász választófejedelem Junker Jörg (György lovag) néven 1522 márciusáig rejtegeti Luthert az Eisenach melletti Wartburg várában. (Ezt az időt Luther az Újtestemantum németre fordításával tölti.)[1]
- május 8. – A wormsi rendeletben Luthert és híveit kiközösítik, írásait és azok terjesztését betiltják.[1]
- május 18. – Szulejmán szultán Isztambulból Magyarország ellen indul hadseregével.[4] (Lásd: 1521-26-os magyar–török háború.)
- július 3. – Ahmed harmadvezír a ruméliaiakkal körülzárja Szabács várát, melyet Logodi Simon és Torma András vicebánok védelmeztek közel 100 emberrel.[5]
- július 7. – A törökök egyetlen véres rohammal beveszik Szabács várát,[5] amit magyar és szerb katonák védenek.[4]
- július 11. – Elesik a Nándorfehérvárral szemben, a Száva északi partján fekvő [ma Belgrádhoz tartozó] Zimony vára.[6]
- július 23–24. – Piri Mehmed pasa nagyvezír hozzákezd Nándorfehérvár külső falainak lövéséhez.[7]
- július 31. – Szulejmán szultán kíséretével megérkezik Zimonyra, hogy a Száva túlsó partjáról megszemlélje az ostrom alá vont erősséget, Nándorfehérvárt.[7]
- augusztus 13. – Hernán Cortés spanyol konkvisztádor megostromolja és beveszi az azték fővárost, Tenochtitlánt.[8]
- augusztus 29. – Az oszmánok elfoglalják Nándorfehérvárt.[4][9]
- szeptember 13. – Miután megerősítette újonnan megszerzett erősségét, Szulejmán visszatér birodalma székhelyére.[10]
- november 19. – V. Károly német-római császár serege elfoglalja Milánót.[11]

### Határozatlan dátumú események
- július –
  - A Száva-parti Kölpény várát a törökök harc nélkül elfoglalják.[12]
  - Szulejmán szultán leromboltatja a Duna-Tisza összefolyása alatt, a Tarcal-hegység keleti lábánál fekvő Szalánkemén várát.[13]

## Születések
- augusztus 4.– VII. Orbán pápa(† 1590)[14]
- december 13. – V. Sixtus pápa(† 1590)[15]
- az év folyamán –
  - François de Coligny d’Andelot francia hadvezér, Coligny admirális és Châtillon bíboros fivére, a hugenotta párt egyik vezetője a francia vallásháborúkban († 1569)
  - Mehmed herceg, I. Szulejmán oszmán szultán második fia († 1543)

## Halálozások
- április 6. – Hedvig tescheni hercegnő, a Szapolyaiak anyja (* 1469)
- április 27. – Ferdinand Magellan portugál utazó, felfedező, a Csendes-óceán névadója (* 1480 körül)
- június 15. – Bakócz Tamás esztergomi érsek, bíboros (* 1442)
- december 1. – X. Leó pápa (* 1475)[16]